# 磨光兩洋寄居蟹
磨光兩洋寄居蟹（学名：Michelopagurus limatulus）为寄居蟹科兩洋寄居蟹屬下的一个种。